# 斯露德 (游戏)
《斯露德》是Bilibili旗下「Access！」工作室开发的空战射击游戏，于2023年8月在中國大陸iOS和Android平台公测，次年10月停止營運。故事發生在遭到怪物「異生體」入侵的虛構世界，主人公帶領瓦哈纳艦隊，和被改成對抗兵器的少女「斯露德」們一起對抗「異生體」，為守衛人類而戰。
遊戲公測同日推出改編遊戲改編动画《异空战歌》和漫画《斯露德：异空 阐释工坊》。遊戲在測試階段因為二次元遊戲中少見的飛行射擊玩法而備受關注，但是公測版本開發組大改空戰機制。評論員認為該作因為開發組缺乏主見，片面聽取玩家意見，所以浪費大量資源修改內容，同時也導致作品泯然眾人。

## 遊戲內容
《斯露德》屬3D飛行射擊遊戲，戰鬥採用第三人称射击游戏玩法。游戏故事发生在一个虛構世界，人類文明因為怪物「異生體」的入侵而毀滅。殘存的人類建造了「帆」躲避「異生體」，並將部分少女改造成能對抗「異生體」的戰士。這群少女名為「斯露德」，她們駕駛著式杖在空中與異生體戰鬥，保護人類的聚落。玩家扮演瓦哈纳艦隊的「導師」，帶領一群斯露德與異生體戰鬥。遊戲中，玩家指揮斯露德進行戰鬥，每場戰鬥最多登場四名角色，每次一人上場，其餘可以隨意切換上場，角色以抽卡方式獲取。角色裝備四類武器，分別是突击型、重装型、狙击型、散射型，武器攻擊效果和表現對應現實的步槍、榴彈砲、狙擊槍和散彈槍；武器有彈匣設計，切換隊員才能補滿彈藥。角色的攻擊附有元素屬性，可以提供不同的增益效果。遊戲沒有賽季通行證，但是保留了賽季制度。

## 開發
「Access！」工作室員工原隸屬於Otaku Games，Otaku Games是原五分钟成員於2014年新成立的公司，以開發二次元遊戲為主。2020年3月，「Access！」工作室變更為獨立公司哆祈哆祈，同年7月哆祈哆祈被Bilibili收購70%股權，成為Bilibili子公司。2021年，Bilibili收購哆祈哆祈所有股權。遊戲在公測前經歷了四輪封閉測試，每輪測試都有大量調整。
《斯露德》由雪超擔任製作人。在立项階段，工作室想創作一個「一个少女们渴望在天空中自由飞翔，与巨大敌人勇敢战斗的故事」，專案受眾是對天空題材、射擊遊戲、勇敢的美少女和幻想世界感興趣的玩家。遊戲主題是「神話」與「魔女」，工作室參考了北歐神話，並以「鋼鐵」和「魔法」元素構建世界觀。遊戲玩法有過多輪修改，早期測試版本為彈幕射擊，後改為飛行射擊。玩法設計靈感源立项階段的概念藝術，角色在空戰中能上下左右移動，在最後一輪測試中，工作室聽取玩家反饋，刪去了空戰中上下移動的功能。公測後，玩家認為無法上下移動的空戰讓遊戲失去特色，工作室又改回先前支持上下移動的版本。早期測試版本有類似《原神》的元素反應和聖遺物裝備系統，後期在反饋下刪掉，其中元素反應被簡單的狀態效果堆疊設計取代。
美術方面，由於故事舞台是「百废待兴、危机四伏的世界」，所以工作室在顧及幻想風格的同時，會採用「写实和偏向于实用」的設計，不刻意堆砌華麗和複雜的元素。遊戲介面方面，工作室設計思路是「强调陪伴感」，將功能按鍵置與螢幕邊緣並盡量「弱化、隐藏」，擴大中央空間展現角色魅力。遊戲音樂由Vanguard Sound負責製作，音樂風格營造出「北欧神话的史诗感、魔法世界的神秘感、以及天空的宏大感」。

## 發行
2019年「Access！」公佈新專案《斯露德》首個宣傳影片。2020年11月，游戏获得国家新闻出版署批出的游戏版号，符合在中国大陆商業發行的要求。2021年度嗶哩嗶哩「遊戲新品發布會」上，官方再發佈新宣傳影片。2023年8月17日，游戏正式公测，遊戲改編动画《异空战歌》和漫画《斯露德：异空 阐释工坊》也同步在Bilibili發佈。同期Bilibili在自家平台进行宣发，遊戲內置在Bilibili上發佈遊戲直播的功能，相關直播還能獲得官方打賞。Bilibili還推出為期一個月的专属激励计划，鼓勵Up主創作遊戲同人作品。
2024年7月3日，游戏宣布将于2024年10月9日停止營運。

## 反響及評價
《斯露德》作為二次元遊戲中少見的3D飛行射擊遊戲，在測試階段就獲得手游那点事、游戏大观、GameRes游资网和游戏茶馆等遊戲媒體的關注。GameRes游资网評論員丸子認為，空戰玩法操作複雜，相較於使用遊戲手柄的家用主機，手機上較難實現這種玩法，工作室將該玩法引入手機很有開創性。
游戏开启预约后，预约人数超过两百万，在TapTap、Bilibili、好游快爆上评分在8至9分之间。公測後，相關平台評分下降到6.5分左右。根据七麦数据的统计，上线当日游戏在iOS游戏畅销榜排名第113，第二天升至第104，随后不到一周时间掉出榜单。
17173網評論員正经游戏批評工作室缺乏主見，在公測前聽取玩家意見大改空戰玩法，導致遊戲失去最大特色。遊研社評論員果脯也指出工作室聽取玩家意見反復修改核心玩法等內容，造成「巨大的无效成本」。果脯還認為關卡和怪物類型有很大的進步空間，遊戲演出和戰鬥體驗新鮮感不足。